# Myrciaria myrtifolia
Myrciaria myrtifolia är en myrtenväxtart som beskrevs av Brother Alain. Myrciaria myrtifolia ingår i släktet Myrciaria och familjen myrtenväxter.
Artens utbredningsområde är Puerto Rico. Inga underarter finns listade i Catalogue of Life.